# Pallavi Sharda

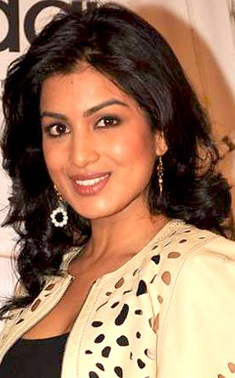

Pallavi Sharda (Perth, 5 marzo 1990) è un'attrice australiana, nota per le sue interpretazioni nei film hindi My Name Is Khan, Dus Tola, Besharam, Hawaizaada, Begum Jaan e per essere una delle protagoniste della serie televisiva britannica Beecham House e di quella australiana
Retrograde.

## Filmografia parziale

### Cinema
- Dus Tola, regia di Ajoy Varma (2010)
- Il mio nome è Khan (My Name Is Khan), regia di Karan Johar (2010)
- Love Breakups Zindagi, regia di Sahil Sangha (2011)
- Save Your Legs!, regia di Boyd Hicklin (2012)
- Besharam, regia di Abhinav Kashyap (2013)
- Lion - La strada verso casa (Lion), regia di Garth Davis (2016)
- Begum Jaan, regia di Srijit  Mukherji (2017)
- Tom & Jerry, regia di Tim Story (2021)
- La stagione dei matrimoni (Wedding season), regia di Tom Dey, (2022)

### Televisione
- Pulse – serie TV, 8 episodi (2017)
- Murder, regia di Anthony Hemingway – film TV (2018)
- Strike Back – serie TV, 1 episodio (2019)
- Beecham House – serie TV, 6 episodi (2019)
- Les Norton – serie TV, 10 episodi (2019)
- Retrograde – serie TV, 6 episodi (2020)
- La coppia quasi perfetta (The One) – serie TV, 7 episodi (2021)

## Doppiatrici italiane
Nelle versioni in italiano delle opere in cui ha recitato, Pallavi Sharda è stata doppiata da:
- Ughetta d'Onorascenzo in Lion - La strada verso casa
- Gemma Donati in Tom & Jerry
- Lavinia Paladino ne La coppia quasi perfetta
- Valentina Favazza in Beecham House